# Voorbereiding voor vertrek
Voorbereiding voor vertrek is een schilderij van de Nederlandse kunstschilder Hendrik Willem Mesdag, geschilderd in 1876, olieverf op linnen, 70,5 x 54,6 centimeter groot. Het toont een aantal pinken die afvaren vanaf het Scheveningse strand, geschilderd in de stijl van de Haagse School. Het werk bevindt zich in een particuliere collectie.

## Context
Mesdag gaf in 1866 zijn handelsberoep op en koos voor een loopbaan als kunstenaar. In 1868 vond hij tijdens een bezoek aan het Duitse Waddeneiland Norderney zijn definitieve thema: strand en zee. In 1868 verhuisde hij naar Den Haag en vanaf de zomer van 1869 zou hij gedurende vele jaren bijna dagelijks te vinden zijn op het Scheveningse strand. Hij schilderde en aquarelleerde de zee in allerlei weersomstandigheden, op allerlei uren van de dag, bewogen en stil, met steeds wisselende effecten van licht en lucht. Voorbereiding voor vertrek is hiervan een typerend voorbeeld.

## Afbeelding
Voorbereiding voor vertrek toont een uitvarende vloot van pinken. Vooraan hijst een schuit nog de zeilen, verderop hebben de boten reeds de wind erin. Pinken lagen in die tijd niet aangemeerd in een haven, maar werden met hun platte bodems door paarden op het strand getrokken, leverden daar hun vis af aan familieleden en voeren van daar ook weer uit.
Mesdag geeft de scène op een uiterst realistische wijze weer, in gedempte kleurtonen, zonder te romantiseren. De schuimkoppen op de golven en de strak gespannen zeilen verraden een stevige wind. De masten die in verschillende hoeken staan maken het wiegen van de golven bijna voelbaar. Het werk heeft een sterke suggestie van beweging, versterkt nog door de in brede stroken uitgewerkte roerige wolkenlucht.
Kunstcriticus en amateurschilder Johan Gram (1833-1913) schreef naar aanleiding van het zien van dit werk: "Bij Mesdags schilderijen ademt men de zoutige zeelucht in, men voelt er het koeltje; de golven dansen en klotsen tegen de pinkjes, zodat het schuim naar alle zijden opspat".
Schrijver-criticus Jacques van Santen Kolff, de naamgever van de Haagse School, schreef: "Wanneer wij ons in Mesdags werk verdiepen wordt het ons te moede als drong de zilte zeelucht door onze longen en neusgaten naar binnen, als voelden wij de frisse strandbries door onze lokken spelen, als hoorden wij de branding ruisen en bruisen. Hier hebben wij het realisme van de ware, aller gezondste soort voor ons".

## Vergelijkbare werken

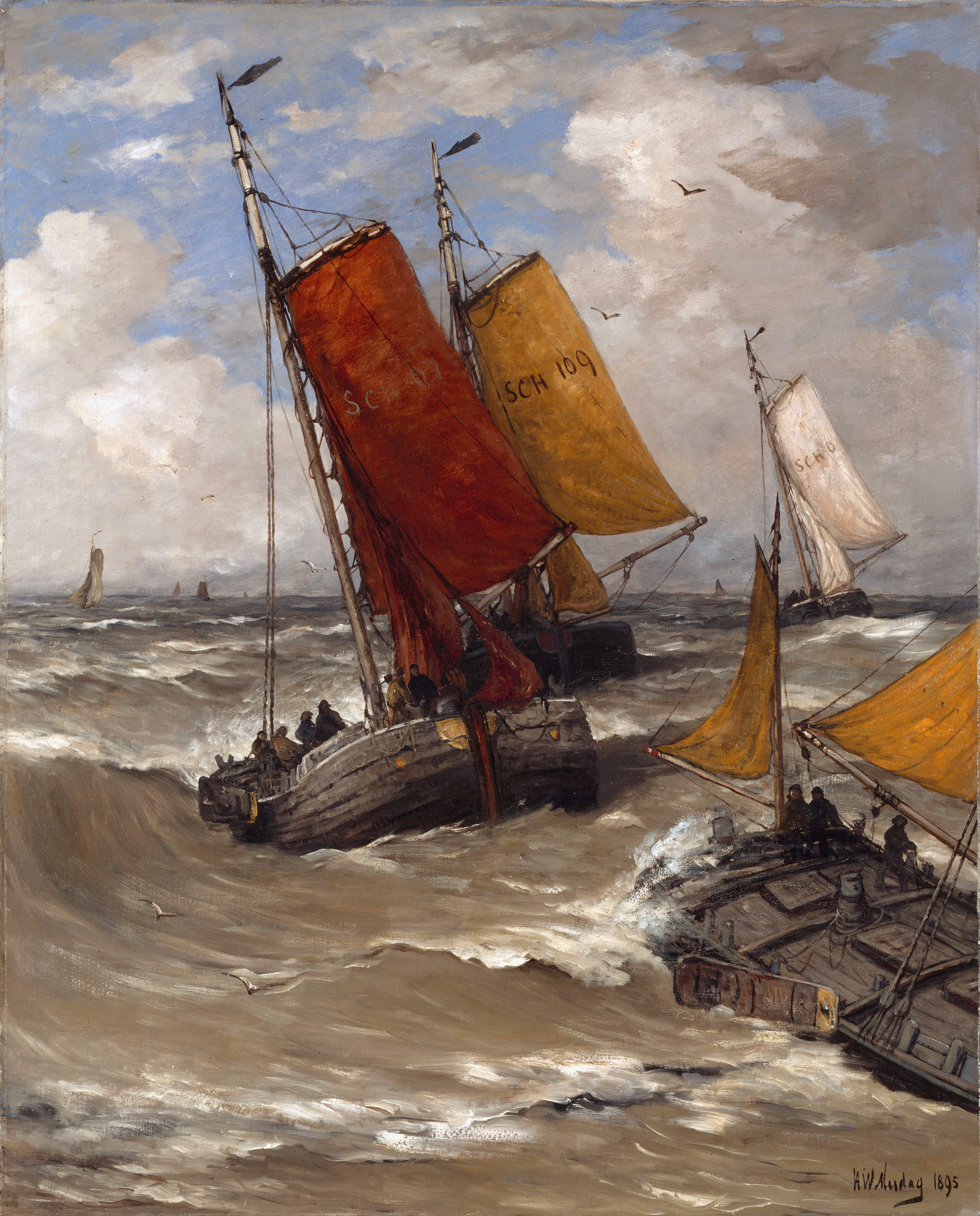
Vertrek van de vissersvloot
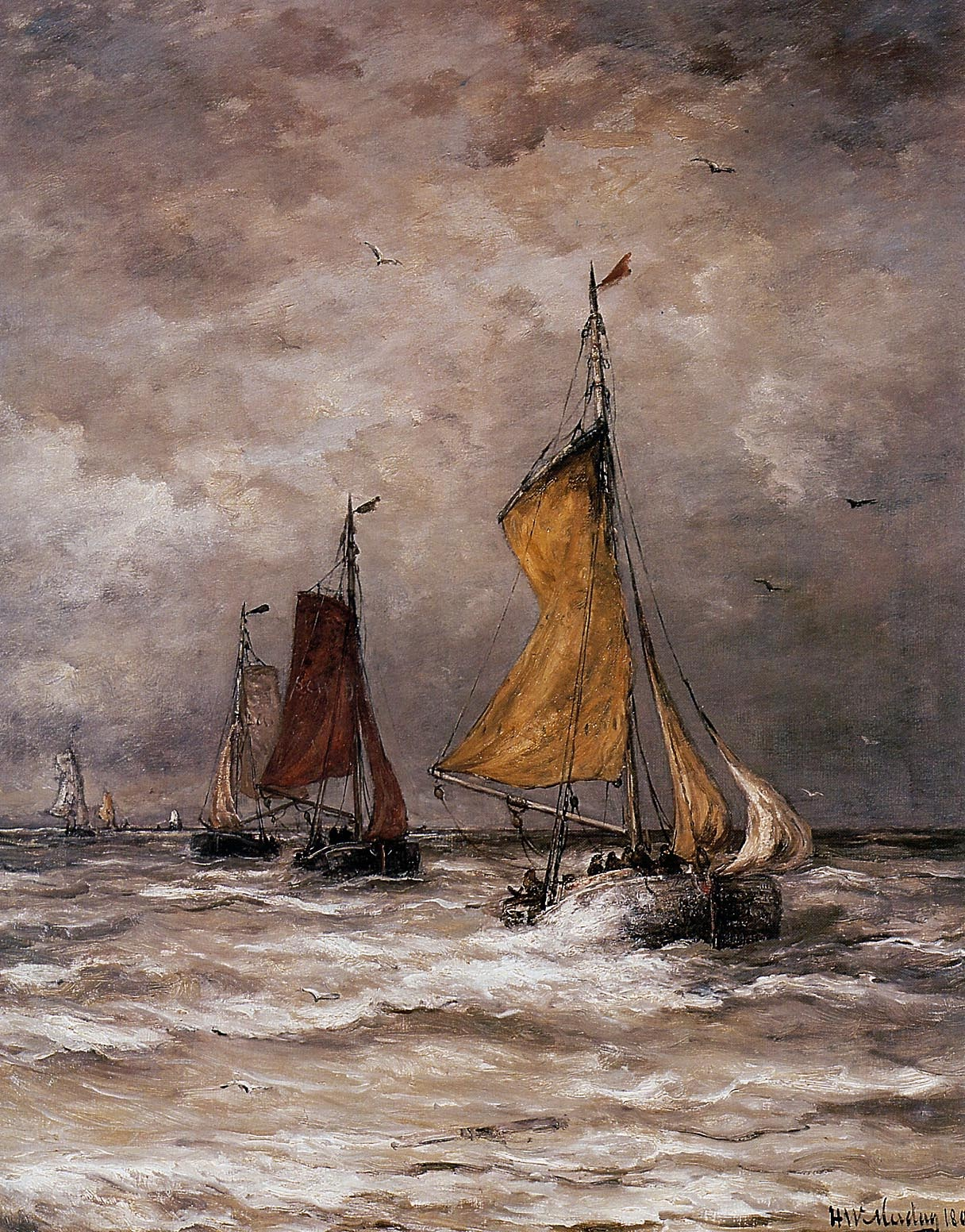
Terugkeer van de vissersboten
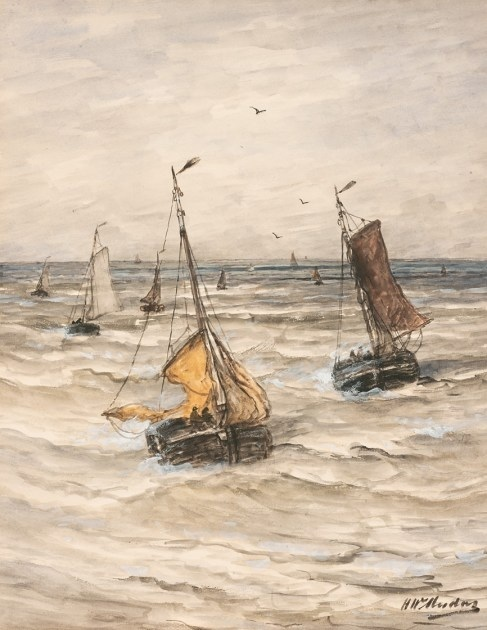
Terugkeer met de vangst, aquarel
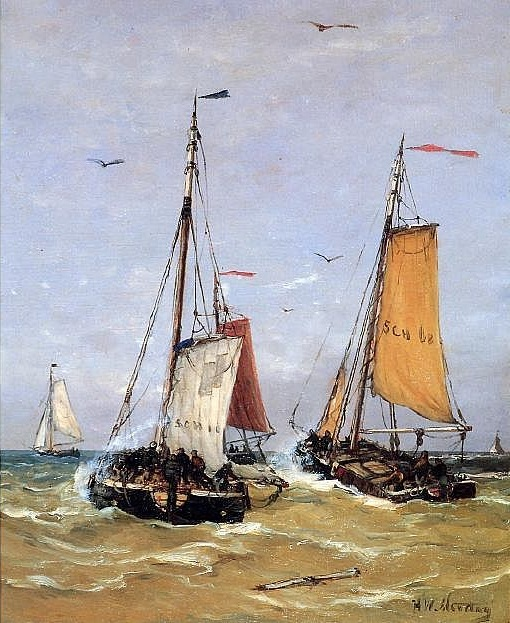
Voorbereiding voor vertrek